# Championnat de Tunisie masculin de volley-ball 1984-1985
Navigation
Saison précédente Saison suivante
Le championnat de Tunisie masculin de volley-ball 1984-1985 est la 30e édition à se tenir depuis 1956. Il est disputé par les douze meilleurs clubs du pays en aller et retour.
C'est une année faste pour le Club sportif sfaxien qui cumule les titres. L'équipe de Foued Kammoun, renforcée par le recrutement de Msaddek Lahmar (de Saydia Sports), remporte le championnat, la coupe de Tunisie et la coupe d'Afrique des clubs champions et termine seconde de la coupe arabe des clubs champions. Les lauréats sont Mohamed Sarsar, Ghazi Mhiri, Rafik Ben Amor, Kais Kharrat, Karray Benghazi, Msaddek Lahmar, Mohamed Hachicha, Khaled Keskes, Maher Keskes, Abdelaziz Ben Abdallah, Hédi Karray, Chedly Jellouli, Mohamed Ben Aouicha et Mohamed Ben Hmida.
En bas du tableau, le Stade sportif sfaxien et l'Aigle sportif d'El Haouaria rétrogradent et cèdent leurs places à la Zitouna Sports et à l'Étoile sportive de Radès.

## Division nationale
| Rang | Équipe                            | Points | Matchs | Victoires | Défaites | Sets pour | Sets contre |
| 1    | Club sportif sfaxien              | 43     | 22     | 21        | 1        | 63        | 11          |
| 2    | Espérance sportive de Tunis       | 41     | 22     | 19        | 3        | 61        | 27          |
| 3    | Avenir sportif de La Marsa        | 37     | 22     | 15        | 7        | 53        | 33          |
| 4    | Club africain                     | 36     | 22     | 14        | 8        | 48        | 37          |
| 5    | Étoile olympique La Goulette Kram | 32     | 22     | 10        | 12       | 42        | 44          |
| 6    | Saydia Sports                     | 31     | 22     | 9         | 13       | 36        | 48          |
| 7    | Étoile sportive du Sahel          | 31     | 22     | 9         | 13       | 32        | 48          |
| 8    | Association sportive des PTT Sfax | 31     | 22     | 9         | 13       | 33        | 44          |
| 9    | Club olympique de Kélibia         | 30     | 22     | 8         | 14       | 40        | 52          |
| 10   | Club sportif de Hammam Lif        | 30     | 22     | 8         | 14       | 32        | 54          |
| 11   | Aigle sportif d'El Haouaria       | 29     | 22     | 7         | 15       | 36        | 52          |
| 12   | Stade sportif sfaxien             | 25     | 22     | 3         | 19       | 27        | 59          |

## Division 2
La Zitouna Sports et l'Étoile sportive de Radès retrouvent l'élite en remportant les deux premières places.
- 1er : Zitouna Sports
- 2e : Étoile sportive de Radès
- 3e : Tunis Air Club
- 4e : Union sportive de Carthage
- 5e : Wided athlétique de Montfleury
- 6e : Club sportif de la Garde nationale
- 7e : Association sportive des PTT
- 8e : Fatah Hammam El Ghezaz
- 9e : Union sportive des transports de Sfax
- 10e : Gazelec sport de Tunis

## Division 3
Al Hilal et l'Union sportive monastirienne remportent les deux premières places, ce qui leur permet de monter en division 2. Ils devancent le Club sportif de Jendouba, le Club athlétique bizertin, le Stade africain de Menzel Bourguiba et l'Avenir sportif de Béja.